# Vladimír Kobranov
Vladimír Kobranov, češki hokejist, * 4. oktober 1927, Černošice, Češkoslovaška, † 25. oktober 2015, Švica.
Kobranov je za češkoslovaško reprezentanco igral na enih olimpijskih igrah, kjer je bil dobitnik srebrne medalje, ter enem svetovnem prvenstvu (brez olimpijskih iger), kjer je bil dobitnik zlate medalje. 